# Axlar-Björn
Björn Pétursson (1555 – 1596) foi o único assassino em série conhecido na história da Islândia. Ele foi apelidado de Axlar-Björn, com "Axlar" simplesmente sendo o genitivo de Öxl, seu local de residência.

## Vida pregressa
Axlar-Björn era o caçula de três filhos de um casal de agricultores islandês. Ele viveu em Öxl, a oeste de Búðir, em Snæfellsnes.

## Assassinatos

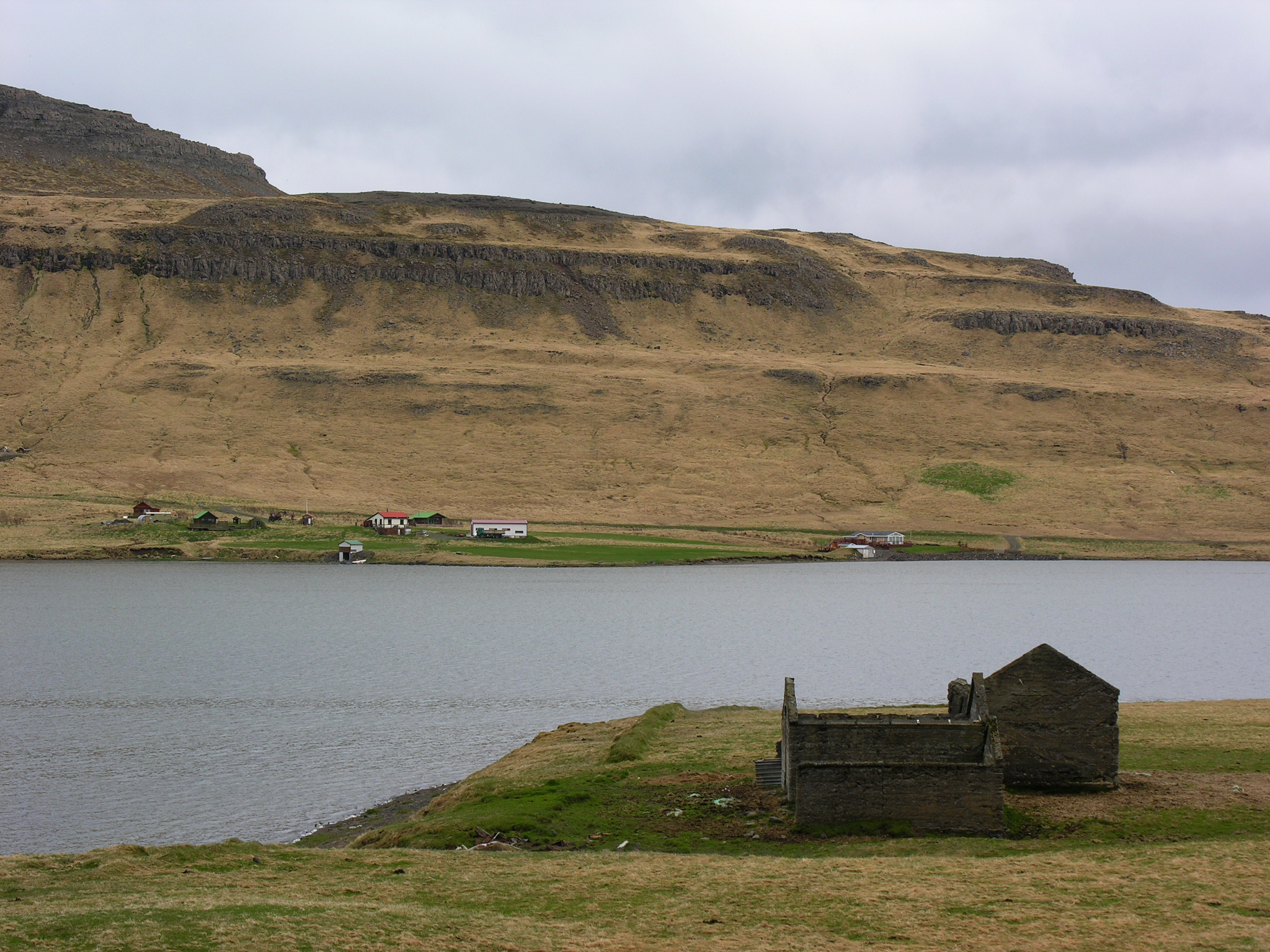
Fazendas abandonadas em Snæfellsnes

Quando tinha 15 anos, Axlar-Björn começou a ajudar na fazenda de um vizinho rico chamado Ormur em troca de casa e comida. Ormur morreu alguns anos depois de causas naturais e deixou suas propriedades para seu filho, Guðmundur. Guðmundur tornou-se amigo de Axlar-Björn durante seu emprego e presenteou-o com uma fazenda chamada Öxl na região de Breidavik de Snæfellsnes. Axlar-Björn residiu lá com sua esposa, Þórdís Ólafsdóttir.
Muitas lendas foram escritas sobre Björn e sua malícia. Estas, no entanto, foram registrados de 250 a 300 anos após o momento de sua execução. Sua história está entrelaçada com lendas e repleta de motivos folclóricos. Os relatos divergem sobre os motivos, modus operandi, número de vítimas e eventos que levaram à prisão de Axlar-Björn. As alegações mais comuns são de que ele matou entre nove e dezoito pessoas. As vítimas eram viajantes e lavradores que vinham a Öxl em busca de trabalho; algumas versões dizem que ele golpeava as pessoas com um machado e outras que as afogava. As suspeitas locais sobre Axlar-Björn cresceram à medida que as pessoas desapareciam na área enquanto seus cavalos e outros bens aumentavam, mas ele estava seguro por causa da proteção dada a ele por Guðmundur.

## Prisão e execução

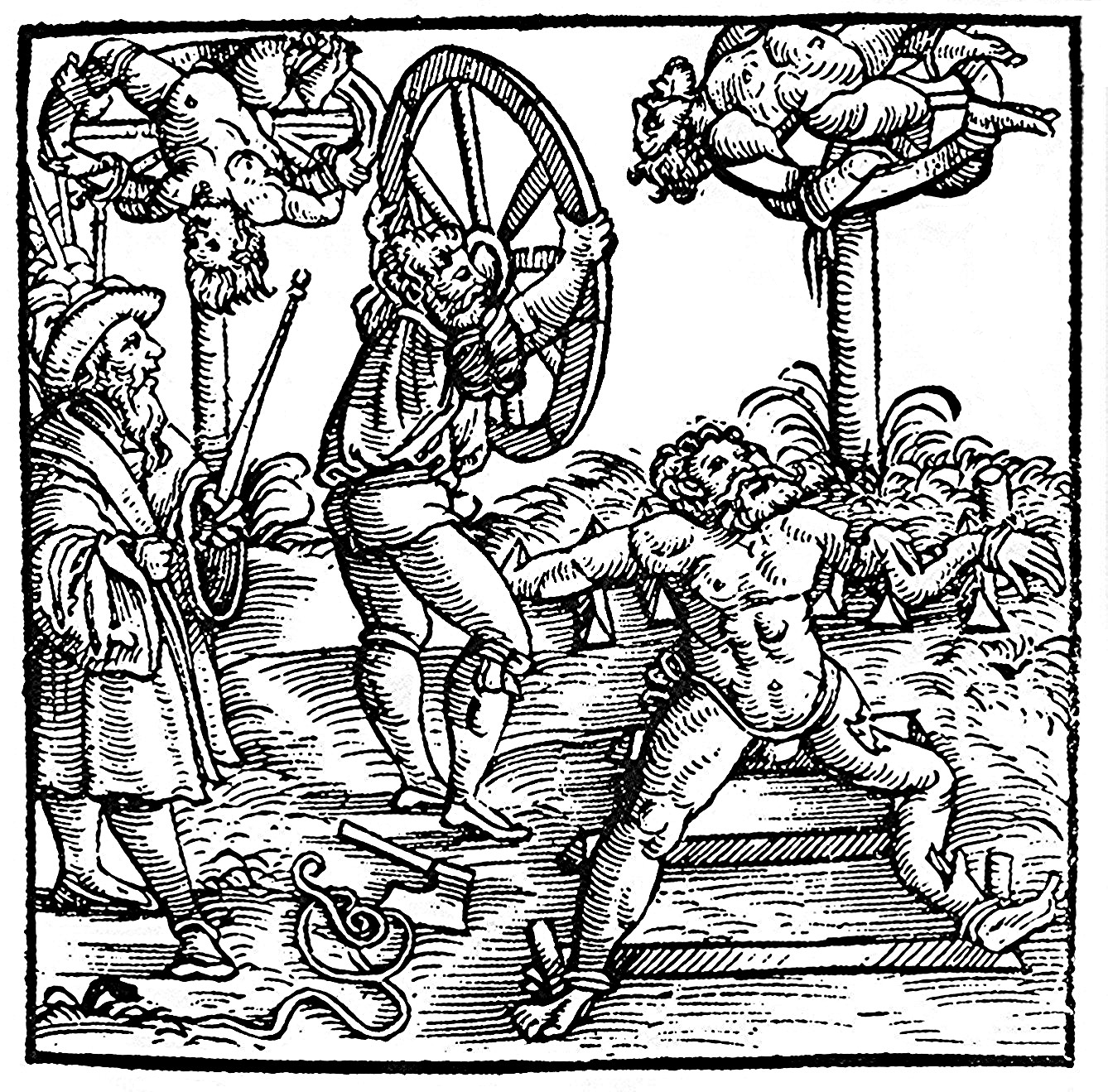
Uma representação contemporânea de uma roda de pena de morte

Axlar-Björn foi preso e confessou nove assassinatos. As autoridades porém encontraram mais corpos quando revistaram sua fazenda. Questionado sobre eles, Axlar-Björn afirmou que encontrou os restos mortais enterrados em suas terras e decidiu enterrá-los em outro local sem notificar as autoridades ou levá-los a um cemitério. As autoridades não acreditaram nessa explicação. Um ting sentenciou Axlar-Björn à morte por enforcamento seguido de quebra na roda. Após sua morte, seu corpo foi desmembrado e cada parte colocada em uma estaca. Þórdís, que estava grávida à época, foi forçada a assistir à execução.

## Desdobramentos familiares
Þórdís foi acusada de ajudar o marido nos assassinatos e até mesmo de cometer alguns deles. Ela também foi condenada à morte, mas sua execução não foi realizada. O filho que ela carregava, Sveinn "Skotti" Björnsson, acabou por tornar-se um andarilho e criminoso. Ele foi enforcado por estupro em 1648. O próprio filho de Sveinn, Gísli "Hrokur" Sveinsson, também foi um criminoso e também foi executado.